# فاندانگو
کورتیس جاناتان هاسی(به انگلیسی: Curtis Jonathan Hussey) که بیشتر با نام فاندانگو (Fandango) شناخته می‌شود، یک کشتی گیر حرفه‌ای آمریکایی است که در دنیای کشتی کج و در حال حاضر در دبلیو دبلیو ای ( WWE ) و در برند اسمک داون (Smack Down) حضور دارد.